# Pietranico
Pietranico es un municipio situado en el territorio de la Provincia de Pescara, en Abruzos (Italia).

## Demografía
| Gráfica de evolución demográfica de Pietranico entre 1861 y 2001 |
|                                                                  |
| Fuente ISTAT - elaboración gráfica de Wikipedia                  |